# Sylvia Constaín
Sylvia Cristina Constaín Rengifo (Popayán, Cauca, 1971) es una economista colombiana, designada por el presidente Iván Duque Márquez como ministra de Tecnologías de la Información y las Comunicaciones de Colombia en el 2018.

## Biografía
Constaín es economista y Máster en Administración de la Universidad de Los Andes. Es una ejecutiva con más de 20 años de experiencia internacional en diseño y ejecución de estrategia, internacionales, gerencia y desarrollo. Fue jefe de Políticas Públicas de Facebook para el Cono Sur y Gerente de Relaciones Gubernamentales de Apple para Sudamérica hispanoparlante. También cuenta con experiencia como consultora de empresas, gobiernos, instituciones financieras internacionales y agencias de desarrollo. En la Embajada de Colombia en Washington se desempeñó como Ministra Plenipotenciaria y Jefe de Relaciones con el Congreso de los Estados Unidos. Fue directora adjunta de la Oficina Comercial de Colombia en Washington y Directora de Inversión Extranjera y Servicios, del Ministerio de Comercio, Industria y Turismo.
Trabajó en la División de Inversión y Empresa de la Conferencia de las Naciones Unidas sobre Comercio y Desarrollo y fue negociadora en la Misión de Colombia ante la Organización Mundial del Comercio (OMC) en Ginebra. También es autora de varios estudios sobre prevención y gestión de disputas.